# Castanopsis
Castanopsis är ett släkte av bokväxter. Castanopsis ingår i familjen bokväxter.

## Bildgalleri

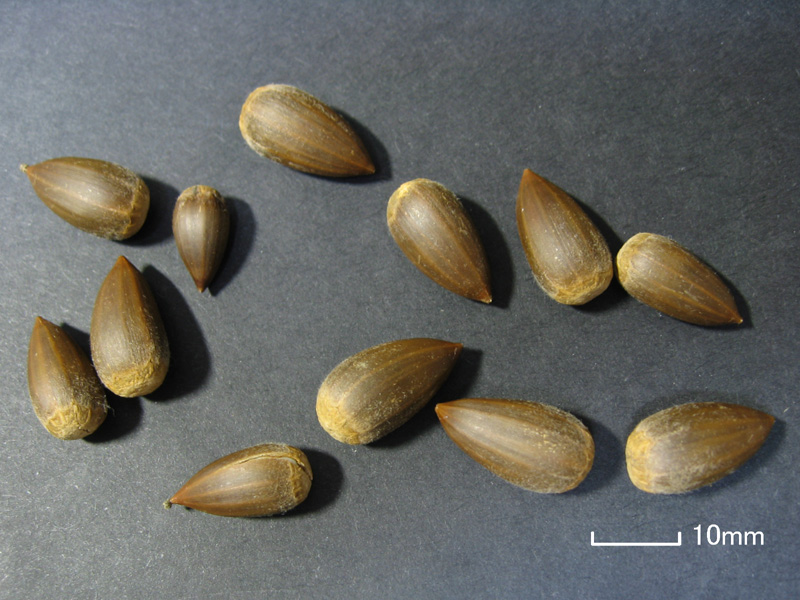
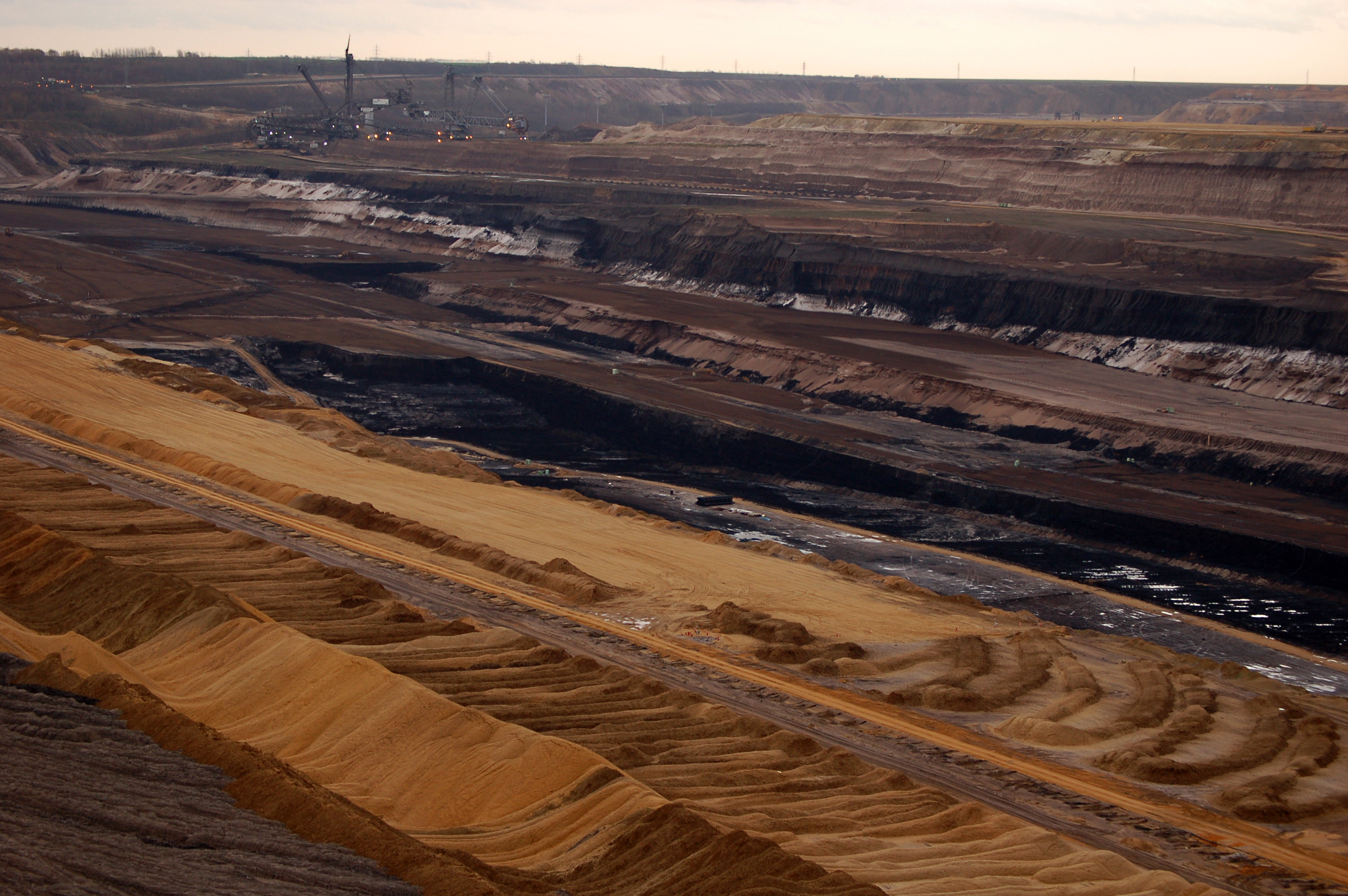
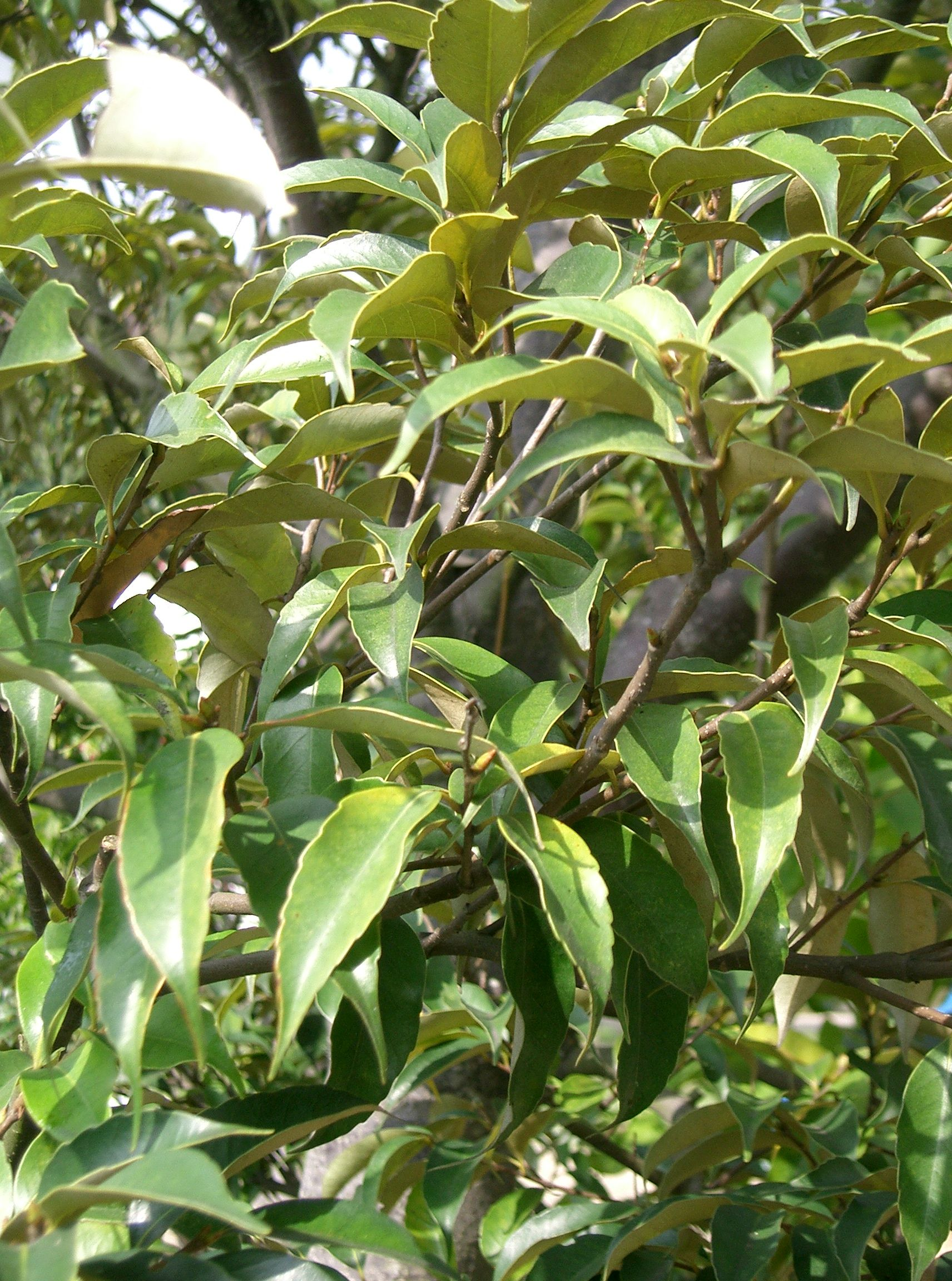

## Dottertaxa tillCastanopsis, i alfabetisk ordning[1]
- Castanopsis acuminatissima
- Castanopsis amabilis
- Castanopsis annamensis
- Castanopsis argentea
- Castanopsis argyrophylla
- Castanopsis arietina
- Castanopsis armata
- Castanopsis birmanica
- Castanopsis boisii
- Castanopsis borneensis
- Castanopsis brevispinula
- Castanopsis buruana
- Castanopsis calathiformis
- Castanopsis cambodiana
- Castanopsis carlesii
- Castanopsis castanicarpa
- Castanopsis catappifolia
- Castanopsis cavaleriei
- Castanopsis ceratacantha
- Castanopsis cerebrina
- Castanopsis chapaensis
- Castanopsis chevalieri
- Castanopsis chinensis
- Castanopsis choboensis
- Castanopsis chunii
- Castanopsis clarkei
- Castanopsis clemensii
- Castanopsis concinna
- Castanopsis costata
- Castanopsis crassifolia
- Castanopsis cryptoneuron
- Castanopsis curtisii
- Castanopsis cuspidata
- Castanopsis delavayi
- Castanopsis densinervia
- Castanopsis densispinosa
- Castanopsis diversifolia
- Castanopsis dongchoensis
- Castanopsis echinocarpa
- Castanopsis echinophora
- Castanopsis endertii
- Castanopsis evansii
- Castanopsis eyrei
- Castanopsis faberi
- Castanopsis fargesii
- Castanopsis ferox
- Castanopsis fissa
- Castanopsis fleuryi
- Castanopsis fordii
- Castanopsis formosana
- Castanopsis foxworthyi
- Castanopsis fulva
- Castanopsis gamblei
- Castanopsis glabra
- Castanopsis griffithii
- Castanopsis guinieri
- Castanopsis hainanensis
- Castanopsis harmandii
- Castanopsis hupehensis
- Castanopsis hypophoenicea
- Castanopsis indica
- Castanopsis inermis
- Castanopsis javanica
- Castanopsis jianfenglingensis
- Castanopsis jinpingensis
- Castanopsis johorensis
- Castanopsis jucunda
- Castanopsis kawakamii
- Castanopsis kweichowensis
- Castanopsis lamontii
- Castanopsis lanceifolia
- Castanopsis lecomtei
- Castanopsis longipes
- Castanopsis longipetiolata
- Castanopsis longispina
- Castanopsis lucida
- Castanopsis malaccensis
- Castanopsis malipoensis
- Castanopsis megacarpa
- Castanopsis mekongensis
- Castanopsis microphylla
- Castanopsis motleyana
- Castanopsis namdinhensis
- Castanopsis neocavaleriei
- Castanopsis nephelioides
- Castanopsis nhatrangensis
- Castanopsis ninhhoensis
- Castanopsis oblonga
- Castanopsis oligoneura
- Castanopsis orthacantha
- Castanopsis ouonbiensis
- Castanopsis oviformis
- Castanopsis paucispina
- Castanopsis pedunculata
- Castanopsis philipensis
- Castanopsis phuthoensis
- Castanopsis pierrei
- Castanopsis piriformis
- Castanopsis platyacantha
- Castanopsis poilanei
- Castanopsis pseudohystrix
- Castanopsis psilophylla
- Castanopsis purpurea
- Castanopsis purpurella
- Castanopsis remotidenticulata
- Castanopsis rhamnifolia
- Castanopsis ridleyi
- Castanopsis rockii
- Castanopsis rufotomentosa
- Castanopsis schefferiana
- Castanopsis sclerophylla
- Castanopsis scortechinii
- Castanopsis selangorensis
- Castanopsis siamensis
- Castanopsis sieboldii
- Castanopsis symmetricupulata
- Castanopsis tcheponensis
- Castanopsis tessellata
- Castanopsis thaiensis
- Castanopsis tibetana
- Castanopsis tonkinensis
- Castanopsis torulosa
- Castanopsis touranensis
- Castanopsis tranninhensis
- Castanopsis tribuloides
- Castanopsis trinervis
- Castanopsis tungurrut
- Castanopsis undulatifolia
- Castanopsis wallichii
- Castanopsis wattii
- Castanopsis wenchangensis
- Castanopsis wilsonii
- Castanopsis xichouensis